# Aspila metachrisea
Aspila metachrisea là một loài bướm đêm trong họ Noctuidae.